# Carl Allin Cornell
Carl Allin Cornell (Palo Alto, 19 de setembro de 1938 — 14 de dezembro de 2007) foi um engenheiro estadunidense.
Foi um engenheiro civil que contribuiu com trabalhos significativos sobre confiabilidade e engenharia sísmica e, juntamente com Luis Esteva, desenvolveu em 1968 a análise probabilística do risco sísmico.